# Portugal tem talento
Portugal Tem Talento est une émission portugaise de télé-crochet diffusée sur la chaîne SIC. C’est un programme fondé sur le télé-crochet américain America's Got Talent. L’émission fut lancée en 2011, pour une unique saison.

## Concept
Il s'organise en deux étapes : les auditions, où le jury buzz si le talent ne lui plait pas, et si le candidat, à l'issue du vote du jury obtient au moins 2 oui, il peut aller à l'étape suivante, dans le cas contraire, il est éliminé sur le champ ; et les primes, où tous les candidats repêchés lors des auditions font une prestation en direct. Les votes du jury compte 50/50 avec les votes du public, sauf en finale où c'est le public qui décide du gagnant. On peut y découvrir des candidats loufoques, des comédiens, des chanteurs, des magiciens, des acrobatese et de nombreux autres artistes. 
Le montant des gains du gagnant s'élève à 100 000 euros. 

## Déroulement
| 1re | 30 janvier 2011 24 avril 2011 | Bárbara Guimarães | Ricardo Pais | Conceição Lino | Zé Diogo Quintela | Filipe Santos (beatboxer) | 100 000 € | Aucune |